# Jesse Greenstein
Pour les articles homonymes, voir Greenstein.
Jesse Leonard Greenstein (New York, 15 octobre 1909 – 21 octobre 2002) est un astronome américain.

## Biographie
Il commence sa carrière à l'observatoire Yerkes dirigé par Otto Struve puis rejoint le Caltech. Avec Louis G. Henyey ils inventent un nouveau type de spectromètre et un appareil photo à grand champ. Il dirige le programme d'astronomie du Caltech jusqu'en 1972 puis il travaille sur des applications militaires classifiées dans le domaine des satellites espions.
Avec Leverett Davis Jr. il montre en 1949 que le champ magnétique de notre Galaxie est aligné sur ses bras spirales. Son travail théorique avec Davis est basé sur les conclusions de William Hiltner que la récente détection de la polarisation de la lumière des étoiles est due à la dispersion des grains de poussière interstellaire alignés par un champ magnétique.
Greenstein effectue un travail important sur la détermination des abondances relatives des éléments chimiques dans les étoiles. Il est le premier avec Maarten Schmidt à reconnaître les quasars comme des sources très lointaines et aussi brillantes qu'une galaxie. Les spectres des premiers quasars découverts, les radio sources 3C 48 et 3C 273, sont difficiles à décrypter. Greenstein, peu avant Schmidt, montre qu'elles correspondent à des raies spectrales fortement décalées vers le rouge.
L'astéroïde (4612) Greenstein porte son nom.

## Distinctions et récompenses
- Henry Norris Russell Lectureship en 1970,
- médaille Bruce en 1971,
- médaille d'or de la Royal Astronomical Society en 1975,

### Notice nécrologique
- (en) notice nécrologique du Caltech